# Heinrich Andergassen

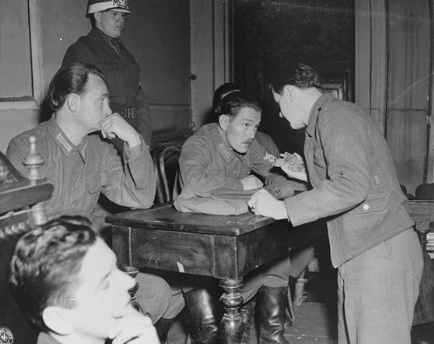
Heinrich Andergassen durante il suo processo a Napoli, 15 gennaio 1946

Heinrich Andergassen (Hall in Tirol, 30 luglio 1908 – Livorno, 26 luglio 1946) è stato un ingegnere e militare austriaco, ufficiale delle SS e criminale di guerra, fu condannato a morte per la tortura e l'omicidio di sette prigionieri Alleati. Fu prima SS-Sturmscharführer e successivamente promosso SS-Untersturmführer nel nord Italia.

## Biografia
I genitori di Heinrich furono August Andergassen, orafo e in seguito agente di polizia, e Maria. I nonni Franz Alexander Andergassen, ebanista della Corte di Enzenberg a Castel Tratzberg e Salva Guardia, con Anna sono originari rispettivamente di Caldaro sulla Strada del Vino e Schwaz. 
Heinrich non si sposò e non si conoscono notizie su eventuali figli. Visse in Italia, Innsbruck, Hall e Volders vicino alla cosiddetta proprietà Lachhof del Gauleiter Hofer. La moglie, o domestica del cugino, Maria Andergassen morì nel castello di Hartheim, centro di sterminio del programma T4.

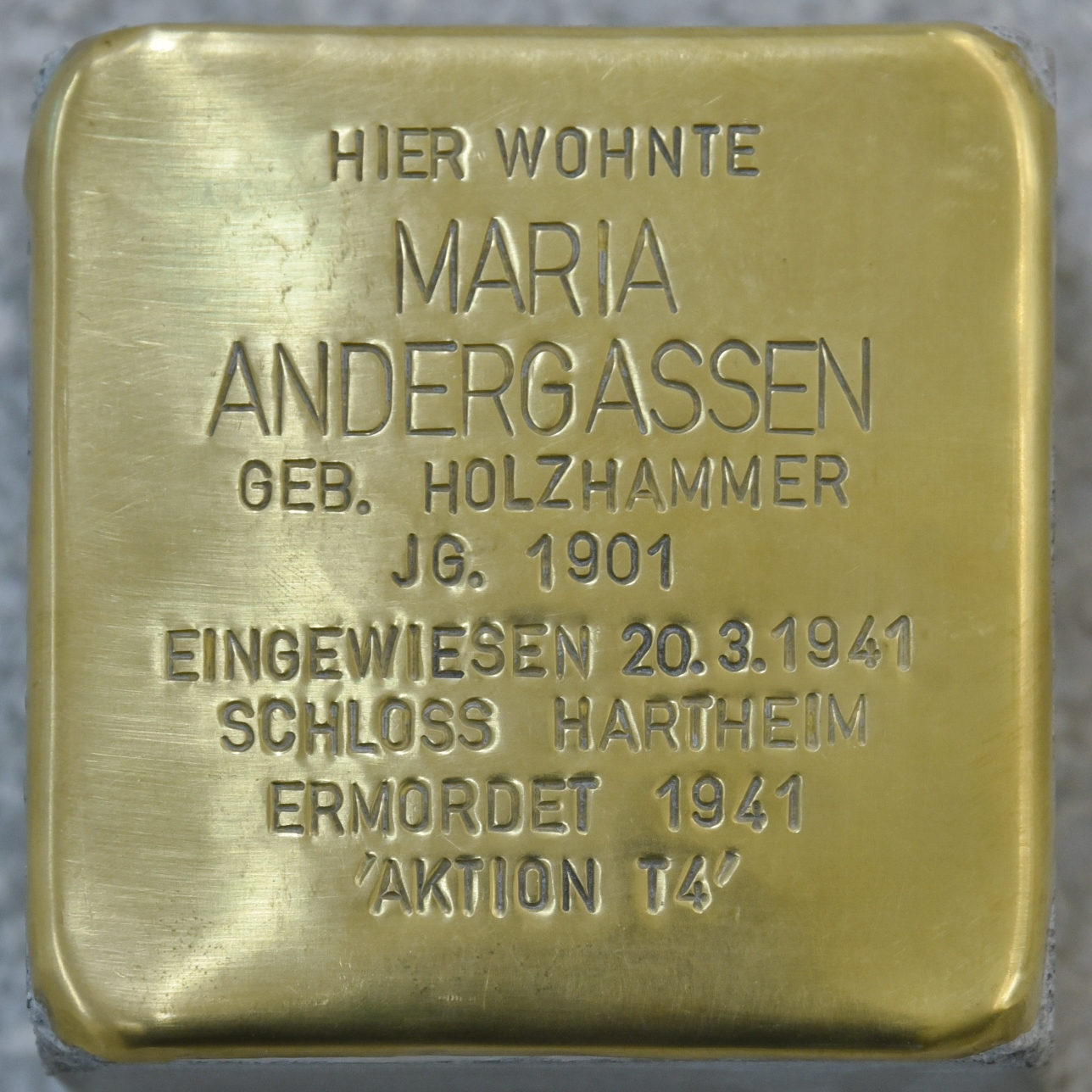
Stolperstein per Maria Andergassen

Il cugino Franz Josef Andergassen, figlio di Ignaz, nel marzo 1934 si convertì alla Chiesa luterana di confessione augustana. Lo zio di Heinrich Andergassen, Josef Domenikus Andergassen, fu ebanista e collaboratore nelle arti decorative in stile neogotico in alcuni importanti chiese locali nel regno asburgico, in Austria e all'estero. 
Suo fratello, Anton Johann Andergassen, studiò come odontotecnico a Monaco: per la maggior parte della sua vita professionale lavorò a Brixlegg, non fu in grado di superare il ricovero per malattie mentali nel dopoguerra e morì di tubercolosi. Nella seconda guerra mondiale si arruolò nella Wehrmacht come artigliere, fu in Francia fino al 1941 ma si ferì volontariamente con un colpo alla mano. Un problema polmonare lo costrinse a nascondersi a Kitzbühel fuori dal castello di Lebenberg, fino a quando non fu trovato e portato in ospedale prima di essere trasferito al campo di liberazione francese di Wörgl nel 1945, per chiarire il suo ruolo.

### Carriera
Heinrich studiò come macchinista presso Swarowski a Wattens. Nel 1929 si arruolò volontariamente nell'esercito e fu addestrato all'Arsenale di Vienna, nel 1937 diventò gendarme. Dopo l'Anschluss aderì al Partito nazista ed entrò nella Gestapo. Durante l'occupazione tedesca dei Sudeti, nell'ottobre 1938, prestò servizio in un'unità di polizia di 100 uomini. Fu trasferito a Innsbruck come ufficiale della Gestapo, e successivamente inviato in Italia dove prestò servizio come ufficiale del Sicherheitsdienst a Merano. La notte del 15 settembre 1943, condusse le incursioni che portarono all'arresto di 25 ebrei residenti a Merano: furono rinchiusi in uno scantinato e deportati la mattina seguente in camion al campo di concentramento di Reichenau in Austria dove rimasero per circa sei mesi, durante i quali morirono quattro di loro. A marzo del 1944 gli altri furono deportati nel campo di concentramento di Auschwitz. Solo uno degli ebrei rapiti, Valeska von Hoffmann, sopravvisse all'Olocausto.

### Manlio Longon
Il 15 dicembre 1944, le SS catturarono Manlio Longon, del Comitato di Liberazione Nazionale leader della Resistenza italiana in Alto Adige. Su ordine di August Schiffer, Longon fu torturato e impiccato da Andergassen e Storz presso il Corpo d'Armata di Bolzano il 1º gennaio 1945.

### Roderick Stephen Hall
Il 26 gennaio 1945, il Capitano dell'OSS Roderick Stephen Hall, attivo da alcuni mesi nell'Italia occupata fu catturato dalle SS a Cortina d'Ampezzo e portato in custodia alla Gestapo di Bolzano. Il 19 febbraio 1945 Roderick Stephen Hall fu torturato e ucciso da Andergassen e dall'SS-Oberscharführer Albert Storz su ordine dell'SS-Sturmbannführer August Schiffer.

## Arresto, processo ed esecuzione
Il 30 aprile 1945, insieme a Schiffer e Storz, fuggì dalle forze armate americane in avvicinamento su una Mercedes nera passando dal Brennero. L'8 maggio fu catturato dal 206º corpo di controspionaggio fuori Innsbruck. Furono tutti accusati di crimini di guerra, insieme all'ufficiale della Gestapo Hans Butz. Durante il loro processo, tenuto a Napoli da militari statunitensi, Andergassen dichiarò volontariamente che l'omicidio di Roderick Hall fu approvato dalle massime autorità naziste.
Il 26 gennaio 1946 Andergassen, Schiffer e Storz furono condannati a morte per impiccagione per la tortura e l'uccisione di Roderick Stephen Hall, altri quattro soldati americani e due britannici: Butz fu condannato all'ergastolo per non aver partecipato direttamente, il 26 luglio 1946, Andergassen, Schiffer e Storz furono tutti impiccati a Livorno.

## Nel dopoguerra
Il commissario del dipartimento investigativo della Provincia di Bolzano Arthur Schuster accusò il criminale di guerra di essere "l'incarnazione del sadismo e della brutalità; era incredibilmente assetato di sangue, specialmente quando era sotto l'influenza di alcolici, per i quali aveva una grande predilezione, ed è stato incoraggiato in tutti i suoi eccessi dal suo superiore", questo è August Schiffer. Al giorno d'oggi la ricerca mostra che i nazisti preferivano il Pervitin, le compresse Stuka di Hermann Göring, piuttosto che l'alcool.

### Approfondimenti
- Patrick K. O'Donnell, The Brenner Assignment: The Untold Story of the Most Daring Spy Mission of World War II, Philadelphia, Da Capo, 29 ottobre 2019.
- Patrick K. O'Donnell, The Dared Return: The True Story of Jewish Spies Behind the Lines in Nazi Germany, Philadelphia, Da Capo, 28 ottobre 2019.
- Gerald Steinacher, In der Bozner Zelle erhängt …: Roderick Hall — Einziges Ein-Mann-Unternehmen des amerikanischen Kriegsgeheimdienstes in Südtirol, 27 ottobre 2019.
- Gerald Steinacher, Südtirol und die Geheimdienste 1943-1945, vol. 15, Innsbruck, Innsbrucker Forschungen zur Zeitgeschichte, 2000,  pp. 247–251, 255–270.
- Piero Agostini, Trentino e Alto Adige: province del Reich, a cura di Carlo Romeo, Temi, 2002,  p. 270.
- Wilfried Beimrohr, Die Gestapo in Tirol und Vorarlberg, in Tiroler Heimat, Innsbruck, Jahrb. f. Gesch. und Volksk., 2000,  p. 225.
- Carla Giacomozzi e Giuseppe Paleari, Il Lager di Bolzano. Immagini e documenti / NS-Lager Bozen. Bilder und Dokumente, Bozen, 27 ottobre 2019,  p. 170. URL consultato il 10 febbraio 2023 (archiviato dall'url originale il 19 novembre 2020).
- Margareth Lun, NS-Herrschaft in Südtirol, Studien, Innsbruck, 2004,  pp. 146, 338, 545.
- Michael Salter, Nazi War Crimes, US Intelligence and Selective Prosecution at Nuremberg,  p. 111.
- Friedrich Stepanek (a cura di), Carmella Flöck, ...und träumte, ich wäre frei. Eine Tirolerin im Frauenkonzentrationslager..., Innsbruck, Tyrolia, 2012,  p. 54ff, ISBN 978-3-7022-3217-7. URL consultato il 27 ottobre 2019.